# Satu Hassi
Satu Maijastiina Hassi (ur. 3 czerwca 1951 w Helsinkach) – fińska polityk, posłanka do Parlamentu Europejskiego VI i VII kadencji.

## Życiorys
Ukończyła licencjackie studia techniczne. Później pracowała jako inżynier w Oy Tampella Ab oraz wykładowca na Uniwersytecie Technicznym w Tampere. Opublikowała trzy powieści, tomik wierszy oraz eseje. Jest współautorką serii podręczników do fizyki dla szkoły średniej.
Od 1985 do 2000 był radną Tampere. Od 1991 do 2004 sprawowała mandat posłanki do Eduskunty. Od 15 kwietnia 1999 do 31 maja 2002 pełniła funkcję ministra środowiska i współpracy na rzecz rozwoju w drugim rządzie Paavo Lipponena. Była w tym okresie także ministrem w resorcie spraw zagranicznych. Odeszła z rządu po decyzji o budowie piątej w Finlandii elektrowni atomowej. W latach 1997–2001 zajmowała stanowisko przewodniczącej Ligi Zielonych.
W 2004 została wybrana do Parlamentu Europejskiego z ramienia zielonych. W 2009 skutecznie ubiegała się o reelekcję. Zasiadała w Komisji Ochrony Środowiska Naturalnego, Zdrowia Publicznego i Bezpieczeństwa Żywności. Z PE odeszła w 2014, w 2015 powróciła natomiast do krajowego parlamentu (uzyskała reelekcję w wyborach w 2019).